# Cross-Race ефект
Станіслав Лесів. Український Спортсмен, музикант, школяр з Рівного. Захоплюється музикою понад 5 років, та освоїв фортепіано та духовий інструмент труба. Переможець музичних конкурсів Арт трамплін та інших.
Дата народження: 26 грудня 2013 року.
Місце народження: Рівне, Рівненська область.

## Історія
Перше дослідження ефекту перехресних рас було опубліковано в 1914 році. У ньому зазначалося, що люди схильні сприймати людей інших рас, ніж вони самі, схожими. За інших рівних умов особини даної раси відрізняються один від одного пропорційно їх знайомству або контакту з расою в цілому. Таким чином, для непосвячених білих людей всі східноазіатські люди схожі, тоді як для людей східної Азії всі білі люди схожі. Це не відповідає дійсності, коли люди різних рас знайомляться з расами, відмінними від їх власних.
У міру того, як дослідження ефекту перехресних рас, виникло безліч теорій щодо того, чому цей ефект існує, включаючи гіпотезу контакту, різні механізми обробки, соціальне пізнання, вибір ознак і когнітивне ігнорування. Однак кожна з цих теорій має свої проблеми та суперечливі докази.
Були проведені численні дослідження ефекту перехресних рас. Проте вдосконалення технології дозволило дослідникам вивчити ефект перехресних рас за допомогою нейронної та/або обчислювальної лінзи. Незважаючи на те, що обидва вони відбуваються під егідою обробки обличчя, дослідники виявили, що різні ділянки мозку активуються під час обробки облич представників своєї раси та інших рас. Дослідження з використанням обчислювальних моделей показали, що інший ефект раси виникає лише тоді, коли на обробку обличчя та вибір рис впливає упереджений досвід. Однак, оскільки використання цих методів для дослідження ефекту перехресних рас є відносно новим, необхідні подальші дослідження.

## Теоретичні підходи

### Групова перевага (Перевага в групі)
Ефект крос-рас має сильний зв'язок з феноменом переваги в групі. Маючи перевагу в групі, люди оцінюють і оцінюють членів своєї групи як кращих і справедливіших, ніж члени інших груп (недолік зовнішньої групи). Соціальні психологи за останні 30 років продемонстрували, що навіть найменший аспект диференціації, як-от перевага смаку морозива або стилю музики, може викликати переваги в групі. Якщо фактором формування групи є раса людини, то з’являється ефект перехресної раси.

### Міжрасовий ефект та розпізнавання емоцій
Метааналіз кількох досліджень щодо розпізнавання емоцій у виразах обличчя показав, що люди можуть розпізнавати й інтерпретувати емоційний вираз обличчя людини своєї раси швидше та краще, ніж особи іншої раси. Ці висновки однаково стосуються всіх рас. Деякі дослідження показують, що інші раси, порівняно з власною расою, мають різну форму обличчя та інші деталі в виразі обличчя, що ускладнює для представників інших рас розшифровку емоційних виразів. Однак дослідження показали, що настрій спостерігача не впливає на міжрасовий ефект.

### Соціальне пізнання
Дослідження показали, що люди схильні думати більш категорично про членів зовнішньої групи і більш індивідуально про членів внутрішньої групи. Наприклад, члени іншої групи можуть пов’язувати конкретні риси обличчя з певною расою чи етнічною приналежністю і не помічати тонких змін у відтінку шкіри, розміру губ або сили брів, які члени спільної групи впізнають. Категоричне мислення відбувається більш послідовно для учасників зовнішньої групи, тоді як індивідуація робить прямо протилежне. Відомо, що ці різні погляди між членами зовнішньої та внутрішньої групи упереджують концептуальні когнітивні процеси і показують, що ефект крос-раси насправді має менше відношення до раси, ніж до різних рівнів когнітивної обробки, які відбуваються для членів внутрішньої та іншої групи.

#### Когнітивне ігнорування
Інший набір когнітивних теорій, пов'язаних з ефектом між расами, зосереджується на тому, як соціальна категоризація та індивідуація упереджень стикаються з пам'яттю. Деякі дослідники вважають, що нездатність членів внутрішньої групи розпізнавати відмінності в особливостях членів іншої групи можна пояснити через когнітивну ігнорування. Вони виявили, що ймовірність помилкової ідентифікації члена іншої групи виникає через автоматичне кодування обличчя без обробки його унікальних ознак. Таким чином, коли йому представлений учасник позагрупи, який має обличчя, подібне до того, яке було закодовано, учасник внутрішньої групи автоматично, але неправильно визначає, що обличчя «бачили» раніше. Ці дослідження прийшли до висновку, що зменшення ефекту перехресної раси вимагає від людей обробляти етнічно відмінні обличчя з метою кодування за допомогою індивідуації.

#### Гіпотеза глибини опрацювання
Глибина обробки також впливає на наявність ефекту перехресної гонки. Обличчя представників однієї раси більш правильно і легше розпізнаються завдяки глибокій обробці, ніж обличчя інших рас. Ця гіпотеза, однак, є спірною через її нездатність бути відтворена в дослідженнях.

##### Проблеми для моделей соціального пізнання
Існують дві проблеми для моделей соціального пізнання (а) змішані докази щодо расової доступності, сприйняття обличчя та пам’яті та (б) впливу розвитку та навчання на міжрасовий ефект. Щодо неоднозначних доказів, поширена думка полягає в тому, що чим більше хтось стикається з людьми різних рас, тим менша ймовірність, що на них вплине ефект перехресної раси. Були дослідження, які підтверджують цю теорію, але інші дослідження показали неоднозначні результати. Наприклад, результати досліджень, проведених, де маніпулюють доступністю, як легко чи ні людині бути в оточенні людей різних рас, до різних рас, показали, що це не завжди впливає на пам’ять обличчя. По-друге, що стосується ефектів розвитку та тренування, то лише тому, що хтось демонструє покращення в боротьбі з ефектом між расами через вплив міжрасового навчання або досвіду, це не є прямим прогнозом хорошої соціальної когнітивної моделі. Щоб соціальна когнітивна модель почала пояснювати такі ефекти, повинні бути докази того, що відмінності між внутрішньою та зовнішньою групою виникають у процесі розвитку саме в той момент, коли у дитини виникає міжрасовий ефект. Є деякі докази, які вказують на те, коли вперше з’являється ефект перехресної раси, але мало досліджень, які б безпосередньо перевіряли виникнення упереджень у розпізнаванні внутрішньої та зовнішньої групи у маленьких дітей.
У той час як моделі соціального пізнання вказують на відсутність зусиль для індивідуалізації облич інших рас, пояснюють ефект перехресної раси, деякі дослідження кидають виклик цьому, стверджуючи, що люди не витрачають менше зусиль, дивлячись на обличчя інших рас, ніж особи тієї ж раси.

### Гіпотеза перцептивної експертизи
Теорія перцептивної експертизи також припускає, що якщо ми визначимо механізми перцептивного навчання, які контролюють перцептивну експертизу за допомогою стимулів обличчя та інших, ми зрозуміємо міжрасовий ефект. Існує багато моделей, які стосуються досвіду сприйняття, але всі ці моделі поділяють ідею про те, що здатність людини обробляти обличчя не поширюється однаково на всі обличчя. Отже, ці теорії припускають, що расова сегрегація призводить до того, що люди розвивають кращий досвід у розрізненні облич нашої власної раси чи іншої раси. Дослідження навколо цих теорій також припускають, що чим більше дитина піддається обробці обличчя між расами, тим менший ефект перехресної раси. Однак, якщо дитина не піддається обробці обличчя між расами, ефект крос-рас може посилитися. Крім того, є докази того, що довготривалий і короткостроковий вплив обробки обличчя між расами може покращити розпізнавання. З цієї точки зору, ефект крос-раси насправді може бути не чітким індивідуальним ефектом, а прикладом більших труднощів у людей зі здатністю розпізнавати незнайомі групи та категорії (наприклад, незнайомі звуки, тварини, моделі автомобілів тощо).

#### Проблеми для моделей перцептивної експертизи
Проблеми з моделями перцептивного досвіду є неоднозначними доказами гіпотези міжрасових контактів і різноманітними результатами ефекту тренування. Неоднозначні дані показують, що хоча існує певна підтримка теорії про те, що чим більше міжрасових контактів у людини, тим краще вона розпізнається між расами, усі зібрані докази не приходять до того самого висновку. Таке поєднання результатів призводить до ослаблення зв’язку між впливом між расами та здатністю до розпізнавання. Однак може бути й третій фактор, який сприяє таким суперечливим висновкам. Є деякі докази того, що якість міжрасових контактів впливає на ці відносини. Наприклад, дослідження підтверджують позицію, що для того, щоб бути в змозі розпізнати обличчя між расами, потрібно бути уважним і старанним під час кодування обличчя в пам'ять. Було показано, що тренування людей зменшують ефект перехресних перегонів у людей, однак цей швидкий початок поєднується з швидким відключенням цієї здібності. Хоча це короткострокове навчання може перетворитися на довгострокове навчання, це не те саме, що фактично мати реальний життєвий досвід з ефектом крос-перегонів. Нарешті, існують також інші процеси, крім досвіду сприйняття, які можуть вплинути на міжрасове розпізнавання.

### Ефекти соціального пізнання
Іншою причиною виникнення ефекту між расами є те, що на сприйняття часто впливають мотивації, очікування та соціальне пізнання. Загалом, створення норм сформувало й упереджено навіть прості уявлення, такі як довжина рядків. Що стосується сприйняття облич, дослідження показали, що расово неоднозначні обличчя, які були ідентифіковані як та чи інша раса на основі їхньої зачіски, ідентифікуються як такі, що мають більше ознак расової категорії, представленої зачіскою. Аналогічно, обличчя неоднозначного, але однакового відтінку інтерпретуються як темніші або світліші, якщо вони супроводжуються міткою «чорний» або «білий» відповідно. Інші соціальні когнітивні упередження можуть також мати здатність подолати ефект перехресної раси. Дослідження показало, що соціальне сприйняття багатства має здатність модулювати ефект: коли цілі вважалися бідними, різниця в розпізнаванні обличчя зникала.

### Інтеграція теорій міжрасового ефекту

#### Прототипи
Люди розробляють і зберігають прототип обличчя кожного разу, коли вони стикаються з обличчям, унікальним для тих, з якими він або вона стикався раніше (зазвичай такими, які відрізняються за рисами порівняно з його чи її етнічною групою). Зі своїх досліджень дослідники прийшли до висновку, що коли особа, яка належить до етнічної приналежності, яка відрізняється від її власної, вона формує прототип і зберігає його для подальшого використання, якщо і коли це необхідно. Однак погляд на прототип викликає занепокоєння, оскільки особи, які зберігають ці унікальні обличчя, можуть ігнорувати той факт, що кожен має риси, які можуть бути особливими лише для його чи її макіяжу, і можуть не застосовуватися до всіх, хто належить до цієї конкретної етнічної групи чи раси; таким чином, це призводить до більшої кількості помилкових тривог під час свідчень очевидців або виявлення злочинців у рядах.

### Теорія расових ознак
Більш глибоке вивчення ефекту перехресних рас продемонструвало два типи обробки для розпізнавання облич: характерне та цілісне. Було виявлено, що цілісна обробка (яка відбувається за окремими частинами обличчя) частіше використовується в ситуаціях однієї раси, але існує ефект досвіду, який означає, що, оскільки людина отримує більше досвіду з представниками певної раси, він чи вона почне використовувати більш цілісну обробку. Функціональна обробка набагато частіше використовується з незнайомим стимулом або обличчям.
У своєму дослідженні 1996 року дослідники помітили, що, дивлячись на етнічну приналежність, обличчя в групі обробляються без визнання етнічних деталей і особливостей. Люди кодують обличчя, які відхиляються від норми своєї етнічної групи через відсутність або наявність відмінних етнічних ознак.
Це підтверджується висновком, що класифікація осіб іншої раси, як правило, швидше, ніж обличчя тієї ж раси. Це свідчить про те, що раса, здається, є більш помітною рисою для сприйняття, ніж інші більш розбірливі риси обличчя, коли обличчя належить іншій расі. Деякі дослідження з відстеження очей знайшли попередні докази такої гіпотези, продемонструвавши, що люди дивляться на різні риси обличчя на обличчях тієї ж раси та інших рас. Загальна тенденція, що спостерігається, полягає в тому, що люди з більшою ймовірністю фіксують очі на обличчя, якщо воно належить до тієї ж етнічної групи, що й сам спостерігач. Інші дослідження виявили стабільні відмінності подібної величини між зовнішнім виглядом азіатських спостерігачів, які схильні фіксувати центр обличчя, і європейських спостерігачів, які схильні фіксувати основні риси обличчя (наприклад, очі), як для власних, так і для інших осіб. расові обличчя. Раніше пояснювалося, що це пов’язано з більш кластеризованим градієнтом щільності для обличчя інших рас, ніж для тих самих расових осіб. Міркування полягає в тому, що це викликає активацію більшої кількості вузлів у відповідь на обличчя іншої раси, що призводить до швидшої класифікації, але меншої дискримінації з точки зору пам’яті. Однак ці теорії, засновані на прикладах, не можуть пояснити, чому обличчя, які є неоднозначними з точки зору інформації про соціальну категорію, можуть впливати на розпізнавання. Крім того, інші роботи припускають, що багато основних перцептивних рішень, таких як висновок про ідентичність обличчя, обчислюються в межах перших однієї або двох фіксацій.
Ці початкові фіксації дуже схожі між етнічними приналежностями/культурами обличчя/спостерігача, що свідчить про те, що такі критичні риси, як знайомство, ідентичність та стать, обчислюються за допомогою спільного руху очей та стратегії кодування сприйняття, спільної для людей, з культурою/етнічністю- специфічні відмінності з’являються лише пізніше на шляху сканування.

### Теорія контактної гіпотези
Одним із методів, які дослідники запропонували, щоб допомогти пом’якшити поширеність ефекту перехресної раси, є застосування гіпотези контакту. Дослідники прийшли до висновку, що точне розпізнавання та ідентифікація облич іншої раси випливає з відмінності в досвіді навчання, що стосується окремих етнічних груп. Ефект перехресної раси можна зменшити шляхом постійного впливу етнічних груп, які відрізняються від власних; чим більше позитивних взаємодій відбувається між двома етнічними групами, тим гетерогеннішими будуть етнічні групи. Тип контакту між двома етнічними групами також відіграє важливу роль в ефективності цієї гіпотези; чим інтимнішим буде контакт, тим вищими будуть шанси точного розпізнавання представника іншої етнічної приналежності, ніж власний. Наприклад, дослідження, проведене на азіатських і білих студентах, які проживають у Сінгапурі та Канаді, показало значний міжрасовий ефект, який був неможливо передбачити через уявне знайомство з іншою расою. Раніше вважалося доказом проти гіпотези про контакт, тепер воно розглядається як доказ того, що глибина контакту є важливим фактором.

## Дослідження Cross-Race ефекту
Аналіз багатьох досліджень, пов'язаних із розпізнаванням емоцій на обличчях, показав, що люди краще ідентифікують емоції членів своєї групи. Це особливо помітно у представників одного етнокультурного регіону. Причиною цього є форма облич, адже у різних культур вона відрізняється. Це означає, що для зчитування емоцій з обличчя використовуються різні деталі міміки. Кожен, хто колись жив у країні із зовсім іншою культурою, знає, як важко спочатку запам'ятати обличчя місцевих жителів – вони здаються майже однаковими. Однак із часом мозок звикає до іншої форми обличчя та мімічних особливостей. Аналогічно, наприклад, люди вчаться розуміти, чи є сміх ознакою радості чи збентеження.
Згідно з дослідженням  Кентського державного університету, білому населенню важче запам'ятати обличчя темношкірих людей. Коли ми дивимося на людину іншого етносу, то насамперед звертаємо увагу на основні расові відмінності, а не на індивідуальні особливості. Важливою рисою виступає "чорне обличчя", а не форма рота, наявність бороди чи вус. Тому людей інших расових груп зазвичай не сприймають індивідуалізовано.
У 1996 році Гесс, Сенекал та Кіруак  довели, що упередження у розпізнаванні емоцій знизилося тоді, коли учасники дослідження зрозуміли, що обличчя належить представнику іншої культури.
Для того, щоб зрозуміти, чи можна вплинути на міжрасове упередження, варто звернутися до важливого дослідження Пола Екмана, одного з провідних дослідників у цій галузі: у 1976 Екман та Фрізен з'ясували, що контакт з іноземною культурою може позитивно вплинути на розпізнавання емоцій. Вони продемонстрували жителям племені Нової Гвінеї фотографії американців, які посміхалися, гнівалися або журилися. Жителі племені, які контактували з американцями, значно краще "зчитали" емоції на обличчях американців. Можна зробити висновок, люди, які виросли серед представників іншої раси значно краще розпізнають обличчя представників тієї раси.
Ці дані, а також результати мета-аналізу Ельфенбайна та Амбаді 2002 року вказують на існування такого явища, як "вивчення емоцій різних культур". Важливими факторами тут виступають тривалість та частота контакту з іншими культурами. Пізнавання емоцій відбувається автоматично,  якщо ви живете в чужому культурному середовищі. Мозок вчиться краще аналізувати та ідентифікувати інформацію, яку несе у собі той чи інший вираз обличчя.
Американсько-китайська група дослідників встановила, що 35% індивідуальних особливостей у розпізнаванні обличчя зумовлені генетичними факторами, тобто така здатність також частково успадковується. А Ненсі Канвішер із Массачусетського технологічного інституту першою довела, що в мозку людини існує спеціальний відділ для розпізнавання обличчя, так звана веретеноподібна звивина. Вона реагує лише на обличчя людини, а тварин мозок розпізнає як об'єкти.

## Емпіричні висновки

### Міжрасовий ефект між етнічними групами
Хоча більшість досліджень, проведених щодо ефекту перехресної раси, проводилися з чорними та білими учасниками, є також численні дослідження, проведені з людьми різного етнічного походження. Наприклад, проведено дослідження, які порівнюють іспаномовців із чорними та білими учасниками, чорних із білими та японськими учасниками, китайців із корейськими та білими учасниками, китайців із індійськими та іншими етнічними учасниками східної Азії,  турецькими та німецькими учасниками та, нарешті, було проведено дослідження щодо порівняння арабських та ізраїльських євреїв. Дані всіх цих досліджень прийшли до одного висновку. Ефект перехресної раси очевидний у всіх людей усіх різних рас.

### Морфологічна основа
Ефект перехресної раси має морфологічну основу: зовнішній вигляд обличчя морфологічно різний для різних етнічних груп. Це було встановлено емпірично, коли великий набір 3D-сканування облич різного етнічного походження був автоматично згрупований у групи. У цій групуванні використовувалися лише відстані від орієнтирів обличчя. Результатом стало те, що стать, а також етнічна приналежність виявилися основними факторами членства в групі.
Хоча ефект перехресної раси спостерігався для обличчя дорослих, дослідження показують, що обличчя немовлят не створюють ефекту перехресної раси; дитячі обличчя, здається, автоматично привертають увагу глядача, а етнічна приналежність немовляти не впливає.

### Діти та ідентифікація обличчя
За допомогою кількох проведених досліджень дослідники роблять висновок, що на точність пам’яті очевидців істотно впливає етнічна приналежність як підозрюваного, так і очевидця; індивід може точніше розпізнати обличчя, що належить його чи її расі, ніж індивід, чия раса відрізняється від його чи її власної. Попередні дослідження проаналізували, як ефект перехресної раси впливає на дорослих під час свідчень очевидців, але не врахували можливе існування вікових факторів, що сприяють змішенню: з одного боку, коли людина стає старше і стикається з більшою кількістю представників іншої етнічної групи, про яку йдеться, новизна етнічних відмінностей зникає і робить її менш відволікаючою, і індивід може приділяти більшу абсолютну і відносну увагу тонким відмінностям між членами цієї групи; з іншого боку, час також збільшує схильність індивіда до упереджень, поширених у його/її власній групі, а також посилює вплив будь-якої упередженості самопідкріплення, яку індивід проявляє щодо своїх попередніх думок. Доступна література на цю тему є незначною та суперечливою; деякі дослідники виявили поширеність ефекту перехресної раси як у білих, так і у чорношкірих дітей, ще інші повідомили про виявлення дітей, які володіли здатністю точно розрізняти обличчя інших рас. Прагнучи виявити відмінності в розвитку, такі дослідники, як Pezdek та ін. виявив, що діти розпізнають обличчя, що належать до своєї раси, ефективніше, ніж обличчя інших рас.

## Економічні наслідки Cross-Race ефекту
У сучасному світі, в якому тисячі людей різних етнічних груп взаємодіють між собою, підписуючи контракти, ліцензії та політичні домовленості, легко прослідковуються негативні наслідки міжрасового ефекту. Олександр Томас із кафедри міжкультурної комунікації міста Регенсбурга (2003) припускає, що принаймні 50% перемовин між німцями та китайцями важко назвати успішними. Навіть вдало завершені перемовини у 60-70% завершуються укладанням неоптимальних угод. Згідно з "Trends in managing mobility 2007" , причиною близько 30% невдалих перемовин можна назвати саме Cross-Race ефект.  Він проявляється, наприклад, у низькому емоційному інтелекті, поганих комунікативних навичках, відсутності емпатії та неправильній оцінці співбесідника з іншої країни.

## Груповий фаворитизм
З погляду соціальної психології, Cross-Race ефект є особливою формою групового фаворитизму, яка обмежується міжкультурними або міжетнічними аспектами.
Така перевага означає, що люди вважають членів своєї групи кращими за інших. Поняття група може означати тут що завгодно – від сім'ї до всього людства. Важливо лише, що людина проводить чітку межу між собою та членами інших груп.
Однак американсько-китайська група дослідників встановила, що 35% індивідуальних особливостей у розпізнаванні обличчя зумовлені генетичними факторами, тобто така здатність також частково успадковується. А Ненсі Канвішер із Массачусетського технологічного інституту першою довела, що в мозку людини існує спеціальний відділ для розпізнавання обличчя, так звана веретеноподібна звивина. Вона реагує лише на обличчя людини, а тварин мозок розпізнає як об'єкти.
Соціальні психологи виявили, що явище групового фаворитизму стосується навіть людей, які вболівають за одну футбольну команду або мають однаковий музичний смак.  Про Cross-Race ефект мова йде тоді, коли фактором формування групи виступає приналежність до певної культури.

## Підсумки

### Упередження міжрасової ідентифікації
Цей ефект відноситься до зниження здатності людей однієї раси розпізнавати обличчя та вираз обличчя людей іншої раси. Це відрізняється від упередженості між расами, оскільки цей ефект виявляється здебільшого під час впізнання очевидців, а також при ідентифікації підозрюваного в групі. У таких ситуаціях багато людей відчувають, ніби інші раси схожі між собою, і їм важко розрізняти представників різних етнічних груп. Упередження між расовою ідентифікацією також відоме як ефект дезінформації, оскільки вважають людей дезінформованими про інші раси і їм важко їх ідентифікувати. Проведено дослідження, в якому досліджено 271 реальну судову справу. У фотозйомках 231 свідок брав участь у розпізнаванні перегонів проти однієї раси. У складі крос-гонів лише 45% були правильно ідентифіковані проти 60% для ідентифікації однієї раси. У дослідженні, присвяченому свідченням очевидців, слідчі дослідили сорок учасників у районі з расовою різноманітністю США. Учасники переглянули відео скоєння майнового злочину, а потім протягом наступних 24 годин прийшли вибирати підозрюваного з фотосекції. Більшість учасників дослідження або неправильно впізнали підозрюваного, або заявили, що підозрюваного взагалі не було в черзі. Правильне впізнання підозрюваного відбувалося частіше, коли очевидець і підозрюваний були однієї раси. В іншому дослідженні 86 продавців міні-магазинів попросили ідентифікувати трьох клієнтів: одного білого, одного чорного та одного мексиканця, усі вони зробили покупки в магазині раніше того дня. Клерки, як правило, точно ідентифікували клієнтів, які належать до їхньої раси, але частіше робили помилки, намагаючись ідентифікувати інших членів раси. Тим часом, інше дослідження показало, що «алкогольне сп’яніння зменшує упередження власної раси в розпізнаванні обличчя», хоча й погіршуючи точне сприйняття та залишаючи на місці або збільшуючи випадкові помилки, а не покращуючи розпізнавання облич представників інших груп.
Були певні розбіжності щодо послідовності упередження щодо власної раси. Однак дані, зібрані в результаті численних досліджень, показують, що упередження щодо власної раси є дуже послідовним. Там, де це не є послідовним, наприклад у дослідженні, проведеному на білих студентах в Англії та білих і чорношкірих студентах у Південній Африці, існують інші пов’язані фактори. У цьому дослідженні чорношкірі південноафриканські студенти трохи краще розпізнавали білі обличчя, але вважають, що це пов’язано зі значним контактом чорношкірих студентів з білими студентами в університеті, оскільки було виявлено, що чорношкірі нестуденти в Південній Африці демонструють власна расова упередженість. Упередження щодо власної раси зустрічається у людей усіх рас. Оскільки ідентифікація очевидців може бути проблематичною, дослідники почали проводити дослідження упереджень власної раси, використовуючи більше криміналістики. Такого роду дослідження необхідно приділяти більше уваги відмітним рисам та рівню привабливості об’єкта. Якщо ціль дуже характерна або дуже приваблива, це може зменшити ефект перехресних рас, оскільки цю людину буде легше ідентифікувати.
Усі експерти-психологи погоджуються, що ефект перехресної раси є звичайним явищем під час свідчень у суді, коли очевидець намагається згадати людину. Щоб зменшити ефект перехресної раси, було внесено багато змін у те, як поліцейські обробляють ідентифікацію очевидців. Наприклад, щоб зменшити упередженість ідентифікації між расами, у Великобританії діє закон, згідно з яким поліція повинна включити підозрюваного в чергу з принаймні вісьмома іншими людьми, які мають подібні характеристики з ним або її. Це змушує очевидця використовувати свою пам’ять про ознаки підозрюваного, а не расу підозрюваного, як форму ідентифікації. Однак, оскільки дані показують, що ідентифікація між расами є складнішою, коли обличчя розглядаються в групі, міжрасова ідентифікація все ще становить ризик.

### Економічний фактор
Дослідження показали, що при прийнятті фінансових рішень специфічні характеристики обличчя та неявна упередженість можуть впливати на сприйняття довіри іншої людини.

## Пом'якшення міжрасового ефекту
Також були проведені дослідження за межами контактної гіпотези, щоб пом’якшити ефект перехресних рас. Було проведено дослідження, в якому учасників попереджали про ефект перехресних рас. Результати цього дослідження показали, що ефект перехресних рас можна було зменшити, а іноді навіть усунути, якщо учасники побоювалися його. Дослідження також виявили, що індивідуальні тренування, під час яких особам інших рас надаються специфічні характеристики, можуть пом’якшити ефект крос-рас. У дослідженні білих учасників навчили розпізнавати обличчя однієї раси (наприклад, афроамериканців) за певними літерами та класифікувати іншу расу (наприклад, азіатську), використовуючи лише одну літеру. Результати показали, що учасники краще розрізняли обличчя інших рас, які були індивідуалізовані краще, ніж ті, які були віднесені до категорії, незважаючи на однакову експозицію. У дослідженні, проведеному на 43 білих чоловіках, було виявлено, що введення окситоцину до того, як учасники запам’ятовують обличчя, також зменшує міжрасовий ефект.

## Пов'язані упередження
Подібні упередження були виявлені для інших аспектів, крім раси. Існує упередженість власної статі, хоча дані свідчать про те, що це зводиться до визнання зачіски. Крім того, існує упередження власного віку, коли люди краще впізнають людей подібного віку, як вони самі.

## Дивись також
- Дискримінація
- Етнічні групи
- Етнос
- Когнітивне упередження
- Расизм
- Моторошна долина